# پاسکال هاتون
پاسکال هاتون (انگلیسی: Pascale Hutton؛ زادهٔ ۱۴ ژوئن ۱۹۷۹) بازیگر و مدل اهل کانادا است.
از فیلم‌ها یا برنامه‌های تلویزیونی که وی در آن نقش داشته‌است می‌توان به ندای دل، روزی روزگاری، اسمالویل، چهار شگفت‌انگیز، آشوب، لوک افغان و هنر جنگ ۲: خیانت اشاره کرد.